# Marin (viento)
El marin es un viento de componente sur que suele producirse en la costa mediterránea de Francia en las estaciones de primavera y otoño. Es una variante local del siroco, aunque acarrea más humedad que la que caracteriza a este viento en otras regiones del Mediterráneo.
En otras regiones se conoce como también con el nombre de xaloc.